# 漢姆 (倫敦)

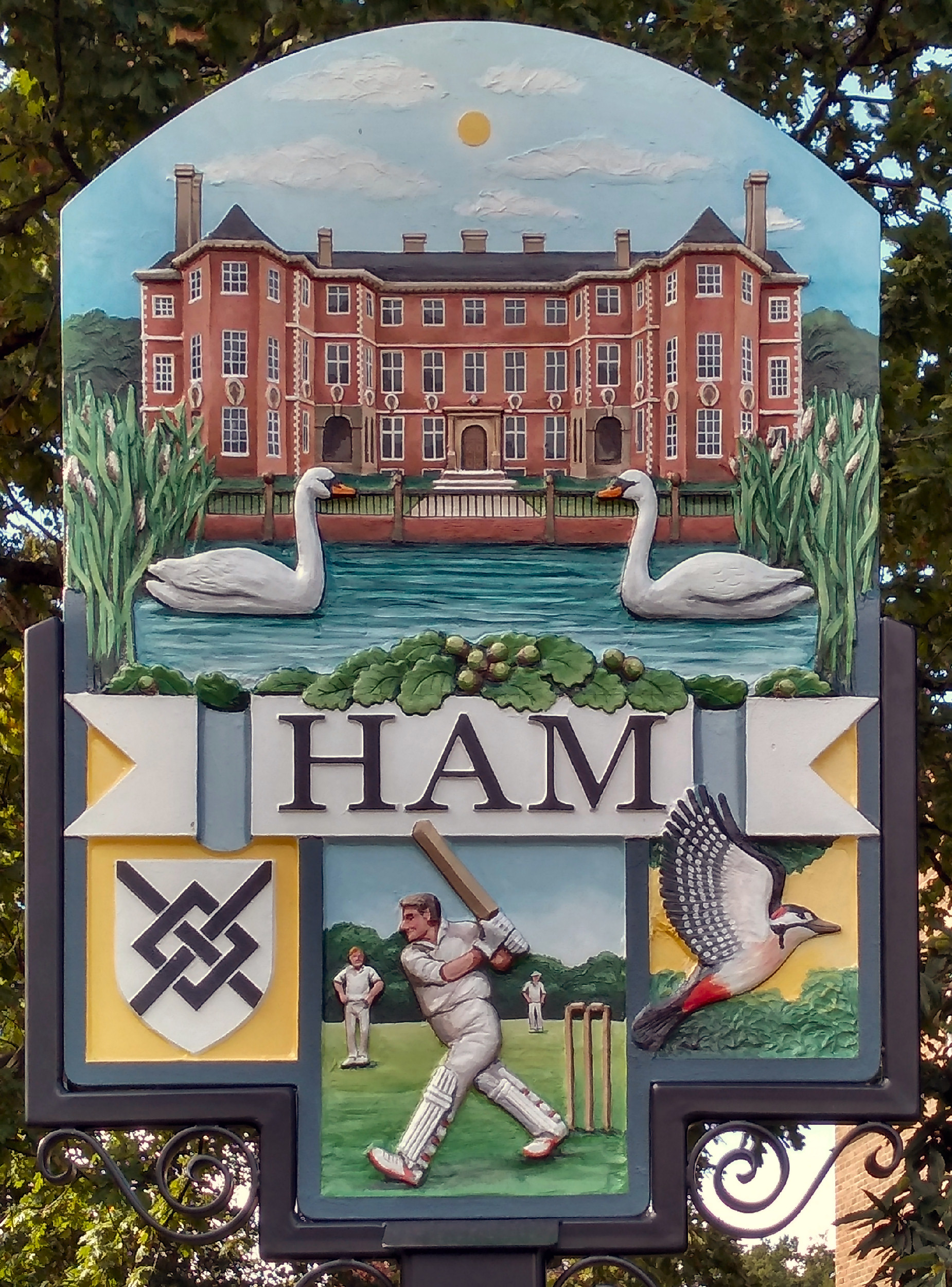

漢姆（英語：Ham）是倫敦西南部郊區的一個小地區，位於倫敦西南部的里奇蒙地區。漢姆的大部分地區由泰晤士河畔列治文區管轄，小部分地區屬於泰晤士河畔京士頓區。2011年時，漢姆有人口10,317人。

## 外部連結
- Hundreds of photos of Ham with brief descriptions at Ham Photos blog （页面存档备份，存于）
- Ham Amenities Group (HAG) （页面存档备份，存于）
- Ham United Group (HUG) （页面存档备份，存于）
- The Ham and Petersham Association （页面存档备份，存于）
- Ham Polo Club （页面存档备份，存于）
- . Britain from Above.   [7 June 2013]. （原始内容存档于2022-02-04）.